# Brennwein

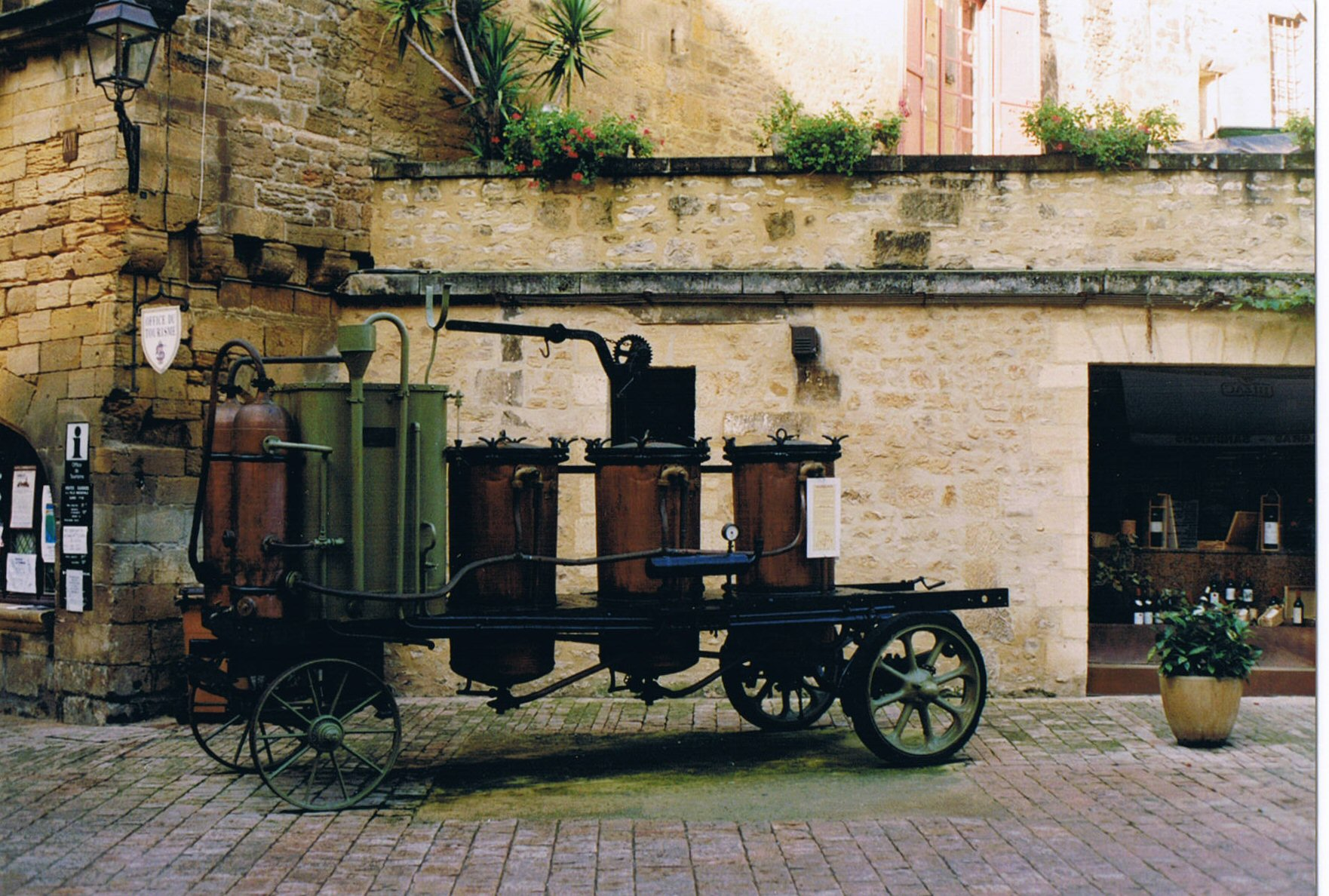
Eine mobile Anlage zum Destillieren von Brennwein

Brennwein ist ein nicht für den Verzehr geeigneter Verarbeitungswein mit einem Alkoholgehalt von nicht mehr als 22 Volumenprozent.
Zur Abgrenzung zum höherprozentigen Rohbrand liegt der Alkoholgehalt von Brennwein gemäß Branntweinsteuerverordnung zwischen 18 und 22 Volumenprozent. Doch auch dieser mäßige Alkoholgehalt wird (in der Regel) erreicht, indem der meist säurebetonte Grundwein mit Weindestillat verstärkt (aufgespritet) wird.
Brennwein zur Herstellung von Weinbrand wird hergestellt, indem Wein aus speziellen, hierfür geeigneten Traubensorten zur Erhöhung der Lagerfähigkeit und zur Verminderung des Transportvolumens nach der alkoholischen Gärung aufgespritet wird. Diese Rebsorten sind beispielsweise Trebbiano, Folle Blanche, Colombard, Meslier-Saint-François, Jurançon Blanc, Montils, Select, Baco Blanc, Blanc Dame, Graisse, Mauzac, Mauzac Rose, Airén oder Folignan. Brennwein wird aus zoll- und steuerrechtlichen Gründen bis zu seiner bestimmungsgemäßen Verarbeitung wie Branntwein behandelt.

## Geschichte
Holländische Weinhändler begannen damit, schwach alkoholische Weine aufzuspriten, um deren Transportfähigkeit zu erhöhen. Diesen Produktionsschritt verlagerten die Weinhersteller später zu sich, vor allem, um die Transportzölle auf der Charente zu mindern, die im Gegensatz zur Gironde und Loire sehr hoch waren. Die wachsende Nachfrage nach Weinbrand und die fiskalische Unterscheidung der Weinbrandvor- und -endstufen verstärkte auch die Bedeutung der Brennweinherstellung.